# Tsuda Sanzō

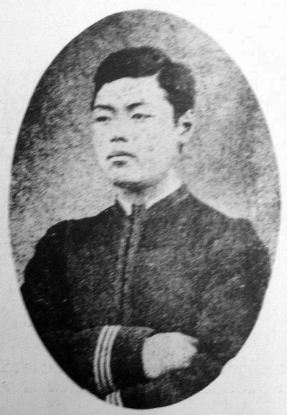
Tsuda Sanzō

Tsuda Sanzō (japanisch 津田 三蔵; * 25. Februar 1855 (traditionell: Ansei 1/12/29) in Shitaya, Edo (heute: Taitō, Tokio); † 30. September 1891 in Kushiro) war ein japanischer Polizist, der ein fehlgeschlagenes Attentat auf den späteren Zaren Nikolaus II. durchführte.
Tsuda entstammte einer Samurai-Familie, die seit Generationen den Daimyōs von Tsu in Iga in erblicher Funktion als Ärzte gedient hatte. Nach seinem Schulbesuch, wo er Chinesisch und Militärtheorie lernte, trat er 1872 in die Armee ein und kämpfte während der Satsuma-Rebellion gegen die Aufständischen. Für seine Verdienste wurde er ausgezeichnet und zum Unteroffizier befördert. 1882 musste er die Armee verlassen und wurde erst in der Präfektur Mie, später in Shiga, Polizist. Er wurde als ungesellig und Mann weniger Worte beschrieben.
Am 11. Mai 1891 verübte er ein Attentat auf den russischen Thronfolger Nikolaus, der einen Japanbesuch absolvierte. Der Thronfolger überlebte das Attentat, welches als Ōtsu-Zwischenfall bezeichnet wird. Tsuda wurde zu lebenslanger Haft verurteilt. Die Frage, ob auf ihn die Todesstrafe anzuwenden sei, führte zu politischen Verwicklungen.
Tsuda Sanzō starb am 30. September 1891 in Kushiro an Lungenentzündung. Es gibt keine Anhaltspunkte, dass sein Tod auf vorsätzlich schlechte Behandlung zurückzuführen ist.